# 18127 Denversmith
18127 Denversmith este un asteroid din centura principală de asteroizi.

## Descriere
18127 Denversmith este un asteroid din centura principală de asteroizi. A fost descoperit pe 24 iulie 2000 la Socorro, New Mexico, în cadrul proiectului LINEAR. Asteroidul prezintă o orbită caracterizată de o semiaxă mare de 2,29 ua, o excentricitate de 0,17 și o înclinație de 5,5° în raport cu ecliptica.